# Čechtín
Čechtín är en ort i Tjeckien.   Den ligger i regionen Vysočina, i den centrala delen av landet, 130 km sydost om huvudstaden Prag. Čechtín ligger 539 meter över havet och antalet invånare är 300.
Terrängen runt Čechtín är platt åt nordost, men åt sydväst är den kuperad. Terrängen runt Čechtín sluttar söderut. Runt Čechtín är det tätbefolkat, med 683 invånare per kvadratkilometer. Närmaste större samhälle är Třebíč, 9,8 km sydost om Čechtín. Trakten runt Čechtín består till största delen av jordbruksmark.